# Départ négocié
Bien avant que la rupture conventionnelle soit créée en 2008, il était déjà possible de rompre un CDI d’un commun accord. Ce départ négocié était en effet admis par la Cour de cassation.
Le départ négocié, bien que non inscrit au Code du travail, était admis sur le fondement des dispositions de l’article 1134 du Code civil (révocation des conventions par consentement mutuel).
Mais à partir du moment où a été instaurée, dans le Code du travail, la rupture conventionnelle homologuée pour rompre un CDI d’un commun accord, celle-ci constitue, en principe, le seul mode de rupture du CDI par accord de l’employeur et du salarié.
Pour l'employeur,le fait de se mettre d’accord avec le salarié pour rompre son CDI sans passer par la rupture conventionnelle homologuée l'expose au licenciement sans cause réelle et sérieuse.
Il n’est donc plus possible de recourir à un départ négocié pour un CDI depuis octobre 2014 sauf pour quelques cas particuliers. La rupture d’un commun accord d’un CDD reste en revanche bien entendu possible.
Cour de cassation, chambre sociale, 15 octobre 2014, no 11-22251 (sauf dispositions légales contraires, la rupture du contrat de travail par accord des parties ne peut intervenir que dans le cadre d’une rupture conventionnelle homologuée).

## Conditions générales
Les départs négociés ne sont pas admis pour les représentants du personnel ou les salariés dont le contrat de travail est suspendu en raison d’un accident du travail ou d’une maladie professionnelle.

### Possibilités exceptionnelles d’y recourir pour un CDI
Le « départ négocié » ou « rupture amiable du contrat de travail à durée indéterminée » est encore possible dans le cas de départs négociés intervenant dans le cadre d’un plan de sauvegarde de l’emploi (PSE) ou d’un accord collectif de GPEC (Gestion prévisionnelle de l’emploi et des compétences). Dans ces deux situations, il n’est en effet pas possible de recourir à la rupture conventionnelle homologuée.
Possible également dans le cas d'un contrat d'apprentissage en CDI dès lors que la rupture intervient pendant la phase d’apprentissage.

### Cas d'un CDD
La rupture d’un commun accord d’un CDD reste en revanche bien entendu possible, même pour rompre un contrat d’apprentissage par accord du salarié et de l’apprenti, dès lors que la rupture intervient pendant la phase d’apprentissage.

### Modalités
Aucune forme n’est requise, mais la rédaction d’un écrit est recommandée. En général, l'employeur demande cet écrit, en échange de la transaction. L’accord prévoit les conditions de départ (préavis, congés payés, clause de non concurrence) et une indemnité pour le salarié, qui ne doit pas être inférieure à l'indemnité prévue par la loi (le départ négocié peut se faire aussi dans le cadre légal fixé en 2008, via la rupture conventionnelle du contrat de travail).

### Régime fiscal
Le régime ﬁscal et social des indemnités de départ négocié prévoit l'exonération du montant jusqu'à un certain seuil appelé plafond, qui ne peut dépasser deux mois de salaire brut, ou bien l'indemnité légale.